# Monrovia, Indiana
Monrovia är en ort i Morgan County i delstaten Indiana, USA.